# جسی هیبس
جسی هیبس (انگلیسی: Jesse Hibbs؛ ۱۱ ژانویهٔ ۱۹۰۶ – ۴ فوریهٔ ۱۹۸۵) یک ورزشکار، و کارگردان اهل ایالات متحده آمریکا بود.
از فیلم‌ها یا مجموعه‌های تلویزیونی که وی در آن‌ها نقش داشته است می‌توان به دود اسلحه اشاره نمود.